# Nombre 163
El nombre 163 (CLXIII) és el nombre natural que segueix el nombre 162 i precedeix el nombre 164.
La seva representació binària és 10100011, la representació octal 243 i l'hexadecimal A3.
És un nombre primer; altres factoritzacions són 1×163. Ramanujan va descobrir que eπ√163 = 262537412640768743,9999999999992500725971981… és molt proper a un nombre enter (262537412640768744).